# 毛果翼核果
毛果翼核果（学名：Ventilago calyculata）为鼠李科冀核果属下的一个变种。